# Hydaticus quadriguttatus
Hydaticus quadriguttatus är en skalbaggsart som beskrevs av Régimbart 1895. Hydaticus quadriguttatus ingår i släktet Hydaticus och familjen dykare. Inga underarter finns listade i Catalogue of Life.